# والتر ماركوف
والتر ماركوف (بالألمانية: Walter Markov)‏ (و. 1909 – 1993 م) هو مؤرخ، وأستاذ جامعي من ألمانيا، وألمانيا الشرقية، ولد في غراتس، كان عضوًا في أكاديمية ساكسون للعلوم (منذ 9 أكتوبر 1992)، وأكاديمية ساكسون للعلوم (7 ديسمبر 1964–9 أكتوبر 1992)، والأكاديمية الألمانية للعلوم في برلين، توفي عن عمر يناهز 84 عاماً.

## التعليم
تعلم في جامعة بون
.

## جوائز
حصل على جوائز منها:
- Hervorragender Wissenschaftler des Volkes  [لغات أخرى]‏ (1984)
- Friedrich Engels Prize of the Academy of Sciences of the GDR  [لغات أخرى]‏ (1978)
- وسام نجمة صداقة الشعوب لألمانيا الشرقية [الإنجليزية]‏
- الجائزة الوطنية لجمهورية ألمانيا الديمقراطية

## روابط خارجية
- والتر ماركوف على موقع مونزينجر (الألمانية)